# Chisocheton sayeri
Chisocheton sayeri là một loài thực vật có hoa trong họ Meliaceae. Loài này được (C.DC.) P.F.Stevens mô tả khoa học đầu tiên năm 1975.